# Ghetto d'Izbica
Le ghetto d'Izbica était un ghetto pour les Juifs créé par les autorités allemandes nazies en Pologne occupée.
Créé à Izbica pendant la Seconde Guerre mondiale, le ghetto servait de point de transfert pour la déportation de Juifs de Pologne, d'Allemagne, d'Autriche et de Tchécoslovaquie vers les camps d'extermination de Bełżec et Sobibór. Bien qu'établi en 1941, les premiers transports de Juifs du Reich allemand arrivent en ville dès 1940. Izbica était le plus grand ghetto de transit de la réserve de Lublin, avec un taux de mortalité presque égal à celui du ghetto de Varsovie. Le SS-Hauptsturmführer Kurt Engels, connu pour sa cruauté exceptionnelle, en fut le seul commandant.

## Histoire
Les Juifs vivant à Izbica étaient séparés des nouveaux arrivants. Ils étaient logés de l'autre côté des voies ferrées. En outre, les Juifs expédiés d'Allemagne et d'Autriche étaient différenciés des Juifs polonais par la couleur des signes obligatoires de l'étoile de David, jaune pour l'allemand et bleu pour les Juifs polonais. Afin de faire de la place pour les transports entrants, 2 200 Juifs locaux ont été envoyés au camp d'extermination de Belzec le 24 mars 1942. Entre mars et mai 1942, environ 12 000 à 15 000 nouveaux Juifs ont été transportés à Izbica de toute l'Europe dans le cadre de l'opération Reinhard ; parmi eux, des ingénieurs, médecins, économistes, généraux de l'armée et professeurs de Vienne, La Haye, Heidelberg et Breslau, dont le vice-président de Prague. Ils étaient logés dans quelques baraquements en bois pouvant accueillir environ la moitié des prisonniers, pressés les uns contre les autres, les autres contraints de subsister à l'extérieur. Les Juifs restaient dans la caserne en général pas plus de quatre jours, ne bénéficiant d'aucune nourriture la plupart du temps. De nombreuses victimes ont succombé au typhus en raison des mauvaises conditions sanitaires dans le ghetto. Les étrangers, dont beaucoup maîtrisaient l'allemand, avaient plus de facilité à s'identifier à leurs oppresseurs nazis que les juifs polonais de l'intérieur du ghetto. Les dénonciations étaient monnaie courante.

### Liquidation
Au début de l'existence du ghetto, les nazis ont détruit le cimetière juif local. Les pierres tombales ont été profanées et utilisées pour construire les murs d'une nouvelle prison. Le ghetto entier d'Izbica a été liquidé à partir du 2 novembre 1942, entraînant une semaine d'assassinats brutaux au cimetière. Plusieurs milliers de Juifs (estimés à 4 500) ont été massacrés par le bataillon Sonderdienst composé de Trawnikis ukrainiens, et jetés dans des fosses communes creusées à la hâte. Les meurtres ont été commis par des tueurs qualifiés qui buvaient beaucoup, surtout la nuit, notamment les soldats du 101e bataillon de police de réserve allemand. Un deuxième ghetto, plus petit, a été installé à la place de l'ancien accueillant environ 1 000 juifs locaux. Il a été démantelé le 28 avril 1943 lorsque la totalité des détenus ont été déportés au camp de Sobibor.
Les citoyens juifs d'Izbica composaient plus de 90 % de sa population d'avant-guerre ; seulement 14 d'entre-eux ont survécu à la Shoah en Pologne,. Le cimetière juif d'Izbica est en cours de reconstruction par la Fondation pour la préservation du patrimoine juif en Pologne.